# Inamba-jima
Inamba-jima (藺灘波島 ou イナンバ島, Inanba-jima) est un îlot inhabité, à environ 35 kilomètres de l'île de Mikura-jima (御蔵島村, Mikurajima-mura), dont il dépend, dans la sous-préfecture de Miyake, dans la préfecture de Tokyo au Japon.